# Nils Lind
Nils Johan Waldemar Lind, född 2 oktober 1892 i Tanums församling, Göteborgs och Bohuslän, död 18 augusti 1985 i Sofia församling, Stockholm, var en svensk målare. 
Han var son till sjökaptenen Olle Martin Johansson och Augusta Charlotta Bernhardine Lind och gift 1937–1943 med Ewa Elisabeth Lagergrehn och från 1947 med Elisabeth Eriksson. Lind studerade på Valands målarskola i Göteborg 1929–1930 och vid Otte Skölds målarskola i Stockholm 1932 samt vid Académie Scandinave och Académie André Lhote i Paris 1931 samt under studieresor till Tyskland, och Italien. Separat ställde han bland annat i Stockholm och Falkenberg. Han medverkade i samlingsutställningar med Uddevalla konstförening och på Göteborgs konsthall samt Galerie Moderne i Stockholm. Hans konst består av stilleben, figurer, porträtt, landskap med motiv från Västkusten, Stockholm, Frankrike och Italien i olja, tempera, akvarell eller pastell. Nils Lind är begravd på Norra begravningsplatsen utanför Stockholm.